# David Williams (matematico)
David Williams (Gorseinon, 1938) è un matematico gallese, esperto di teoria della probabilità.

## Biografia
Dopo aver completato la Gowerton Grammar School, vinse una borsa di studio che gli permise di iscriversi al corso di matematica del Jesus College di Oxford , nel quale conseguì il dottorato con una tesi intitolata Random time substitution in Markov chains ("Sostituzione casuale della variabile tempo nelle catene di Markov"), realizzata con la supervisione di David George Kendall e Harry Gerd Edzard Reuter.
Nel '62 iniziò la carriera accademica all'Università di Stanford, collaborando successivamente con l'Università di Durham, di Cambridge (dal '66 al '69) e di Swansea (dal '69 al '85), dove ottenne la cattedra nel '72.

Nel 1985 lasciò quest'ultimo ateneo quando fu eletto alla cattedra di Statistica matematica di Cambridge, presso la quale diresse il laboratorio statistico dal 1987 fino al 1991.
Dopo il '92, fu chiamato dall'Università di Bath a ricoprire le docenze di Scienze Matematiche e Gruppi di Matematica e Statistica. Sette anni più tardi, fece ritorno alla Swansea University come ricercatore.
Le sue ricerche si focalizzano sul moto browniano, i processi di diffusione stocastici, i rinnovi markoviani, martingala e il metodo di Wiener-Hopf.

È l'autore del libro intitolato Probability With Martingales e Weighing the Odds e coautore (con Chris Rogers) dei due volumi di Diffusions, Markov Processes and Martingales .

## Premi e riconoscimenti
- 1984: elezione a membro della Royal Society, per le ricerche sulla costruzione delle catene di Markov e la scomposizione delle traiettorie del moto browniano[3];
- 1994: Premio Pólya della London Mathematical Society.[4]